# Daniel Nipkow
Daniel Nipkow, né le 14 mars 1954, est un tireur sportif suisse.

## Carrière
Daniel Nipkow participe aux Jeux olympiques de 1984 à Los Angeles et remporte la médaille d'argent dans l'épreuve de la carabine 50 mètres trois positions.